# Rádio Princesa da Serra
A Rádio Princesa da Serra é uma emissora de rádio da cidade de Itabaiana, em Sergipe. Opera na Frequência 97.5 MHz

## História
A primeira estação de rádio de Itabaiana. Fundada pelo empresário e desportista José Queiroz da Costa no dia 13 de junho de 1978. Com uma programação diversificada, a emissora sempre se destacou na preferência dos ouvintes. Foi a pioneira em Itabaiana na cobertura da Associação Olímpica de Itabaiana em partidas estaduais e nacionais. Com seu transmissor de 20 kws de potência atinge a todos os municípios sergipanos e a várias cidades de Alagoas e da Bahia. Localiza-se na Rua 13 de maio, 119, no centro de Itabaiana, Sergipe.
Em 12/06/1993, José Queiroz da Costa criou A Princesa 99.3 FM, localizada na Av. Manoel Antônio dos Santos, 874, Centro, Itabaiana/SE.

## Assassinato Dentro da Emissora
Na noite do domingo dia 28 de outubro de 2012, O radialista Edmilson de Jesus, de 40 anos, conhecido como ‘Edmilson dos Cachinhos’, foi assassinado a tiros enquanto trabalhava nos estúdios da rádio Princesa da Serra FM 99.3, em Itabaiana Sergipe. Segundo a polícia, o crime ocorreu por volta das 21h, no momento em que a vítima estava sozinha na emissora, e após uma discussão com o radialista o suspeito efetuou três disparos contra a vitima que tentou fugir mas caiu na porta do estúdio. Por volta das 21:30, o sobrinho da vitima ligou para a rádio mas quem atendeu foi um estranho, ao pediu para falar com o tio suspeito disse que ele "estava morto" e desligou. sua irmã após saber do acontecido tentou falar com o irmão mas já era tarde. Segundo a irmã Edmilson trabalhava há seis meses na rádio local, após atuar por 10 anos em emissoras da capital sergipana, a exemplo da Rádio Ilha FM, Rádio Capital do Agreste e FM Sergipe.O radialista era solteiro, não tinha filhos e residia com a mãe em Itabaiana. O corpo de Edmilson de Jesus foi sepultado no final  da tarde do 29 de outubro no cemitério do Povoado Rio das Pedras, em Itabaiana.
A administração da rádio Princesa da Serra FM 99.3, onde o crime ocorreu, não quis se pronunciar sobre o caso e informou que todas as providências estão sendo tomadas pela polícia, que já iniciou as investigações para identificar o suspeito.
Em 6 de novembro de 2012 foi preso o suspeito identificado apenas como José Jean, um jovem de 20 anos que reside numa localidade conhecida como Mutirão em Itabaiana. De acordo com informações da polícia, o acusado foi preso em um trecho da BR 235, próximo ao município, no momento em que trafegava em uma motocicleta. O acusado não reagiu à voz de prisão e não há restrições quanto à motocicleta que ele estava usando no momento da prisão. em depoimento negou envolvimento na morte do radialista.
Em 29 de abril de 2014, o réu foi absolvido pelo júri por quatro votos a três em julgamento que começou na manhã da terça-feira e se estendeu até às 16h no fórum do município de Itabaiana, em Sergipe. O juiz Marcelo Cerveira Gurgel ouviu a delegada Viviane Jardim, que investigou o caso. Ela disse que o aparelho celular de Edmilson foi encontrado com o suspeito no dia seguinte ao crime. "Na relação de chamadas consta que o primeiro chip que foi atrelado ao aparelho da vítima foi o do suspeito José Jean do Carmo Mota”, afirma a delegada. Familiares da vítima pediram esperavam pela condenação do suspeito. “Eu só quero Justiça, que ele pague pelo crime bárbaro que cometeu contra o meu irmão”, disse José Américo de Jesus, irmão de Edmilson. “A gente que é família sabe quem tem dentro de casa, quem mais conhece é a gente. Sempre soubemos que ele era inocente”, defende Elisângela Santos, irmã do suspeito. Edmilson estava trabalhando há seis meses na rádio local, após atuar por dez anos em emissoras da capital sergipana.
Sua programação é referência na cidade, além dos jornalísticos e programas populares, a emissora nas madrugadas fica em cadeia com a Super Rádio Tupi do Rio de Janeiro.
Com a migração AM-FM, a Anatel em setembro de 2019 libera a emissora á operar em FM 97.5, a emissora poderá operar até 50kW de potência, alcançando boa parte do estado.